# ديف كاهيل
ديف كاهيل (بالإنجليزية: Dave Cahill) هو لاعب كرة قدم أمريكية أمريكي، ولد في 26 يوليو 1942 في ستانلي في الولايات المتحدة، وتوفي في 12 نوفمبر 2012.

## وصلات خارجية
- ديف كاهيل على موقع مرجع كرة القدم المحترفة.كوم (الإنجليزية)